# Free Solo
Free Solo är en amerikansk dokumentärfilm från 2018, regisserad av Elizabeth Chai Vasarhelyi och Jimmy Chin.
Filmen hade premiär på Telluride Film Festival den 31 augusti 2018 och visades också på Toronto International Film Festival 2018, där den vann en People's Choice Award i dokumentärkategorin. Den släpptes i USA den 28 september 2018, där den fick positiva recensioner från kritiker och tjänade in 21 miljoner dollar i intäkter. Filmen fick flera utmärkelser, inklusive Bästa dokumentär vid Oscarsgalan 2019.

## Handling

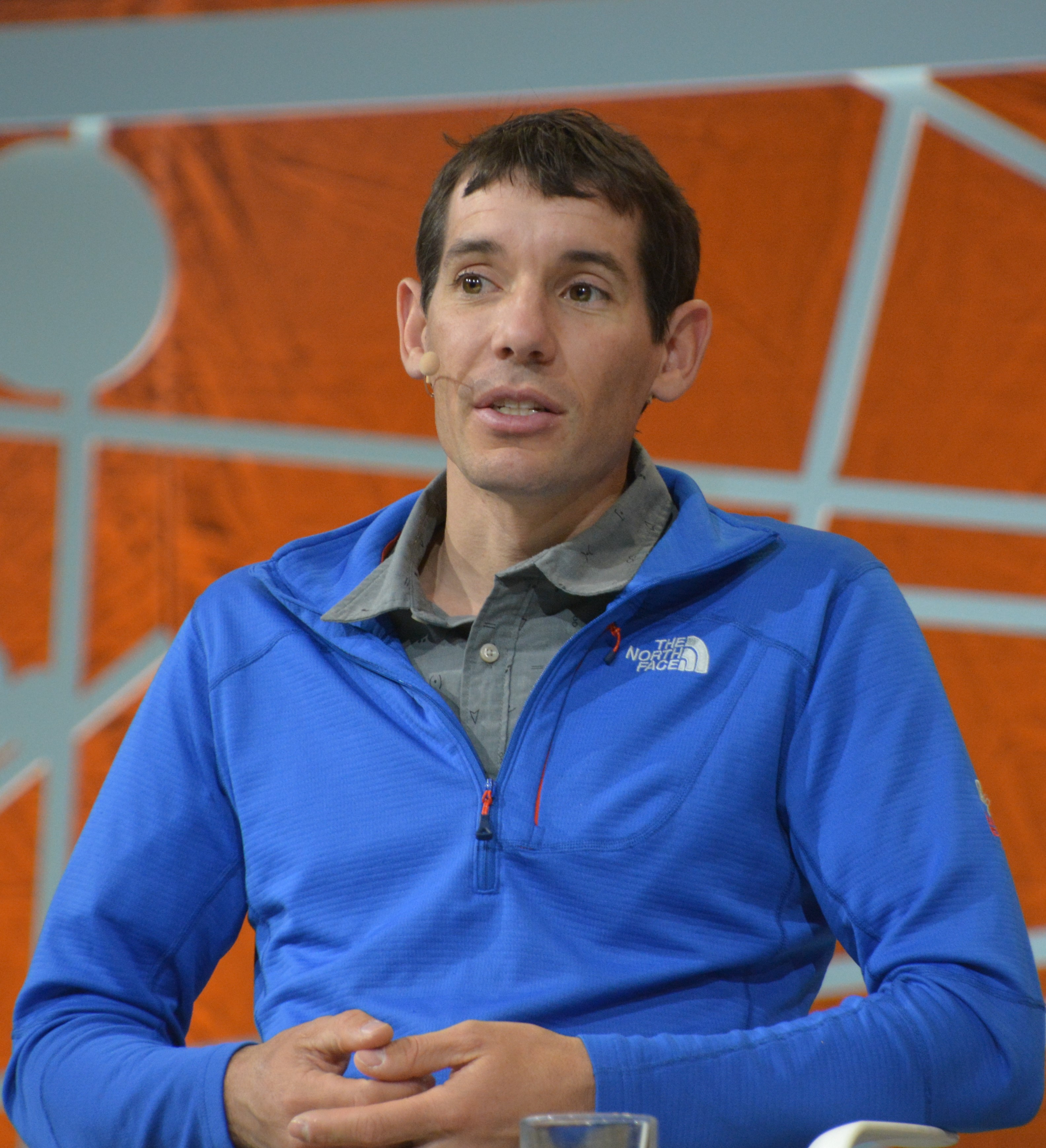
Filmens fokus, klättraren Alex Honnold.

Filmen visar klättraren Alex Honnold i sin strävan att utföra en frisoloklättring på den 910 meter höga vertikala klippformationen El Capitan i Yosemite National Park i Kalifornien i juni 2017. Handlingen följer även Honnolds relation med sin flickvän Sanni McCandless.

## Produktion

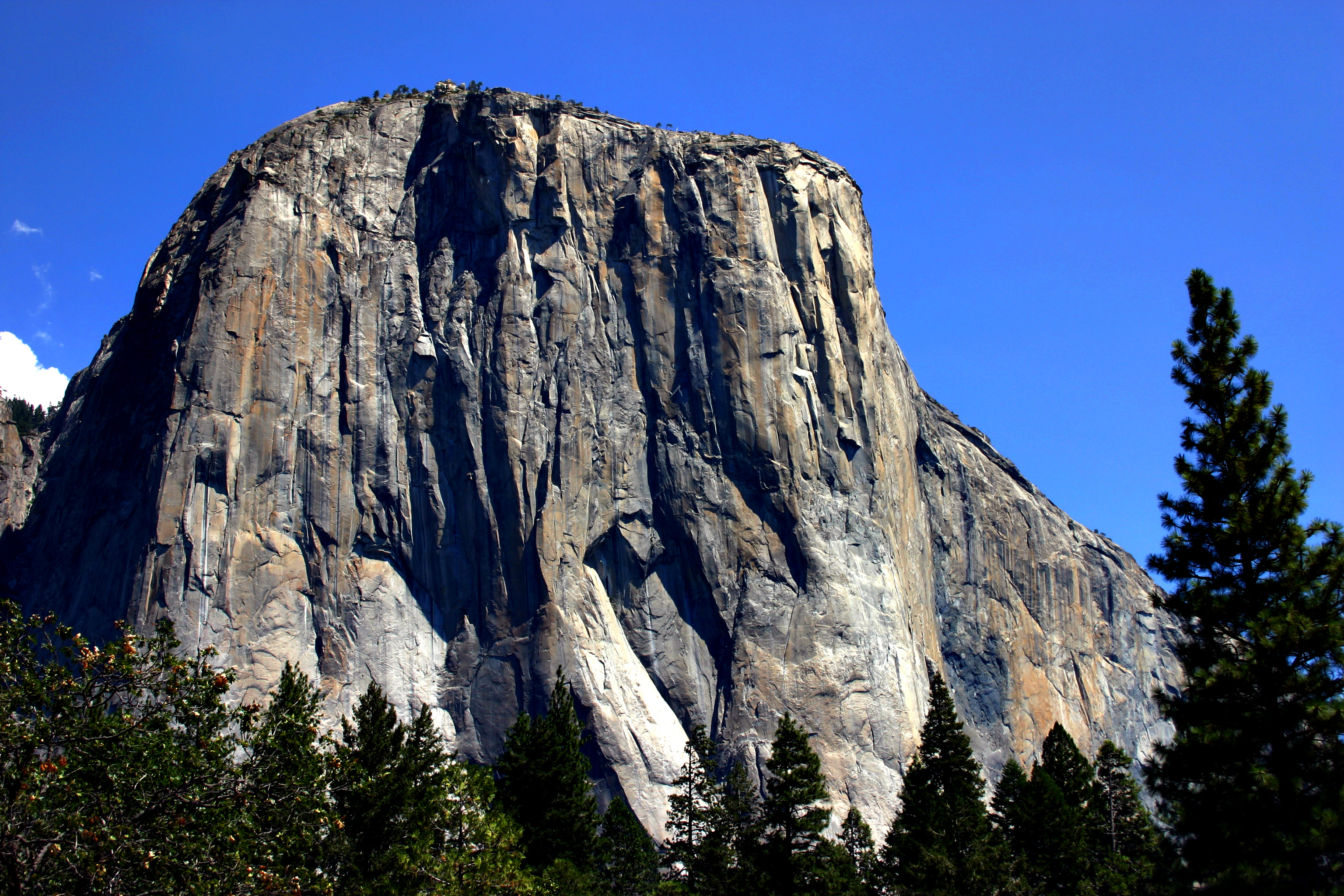
El Capitan, där delar av filmen spelades in.

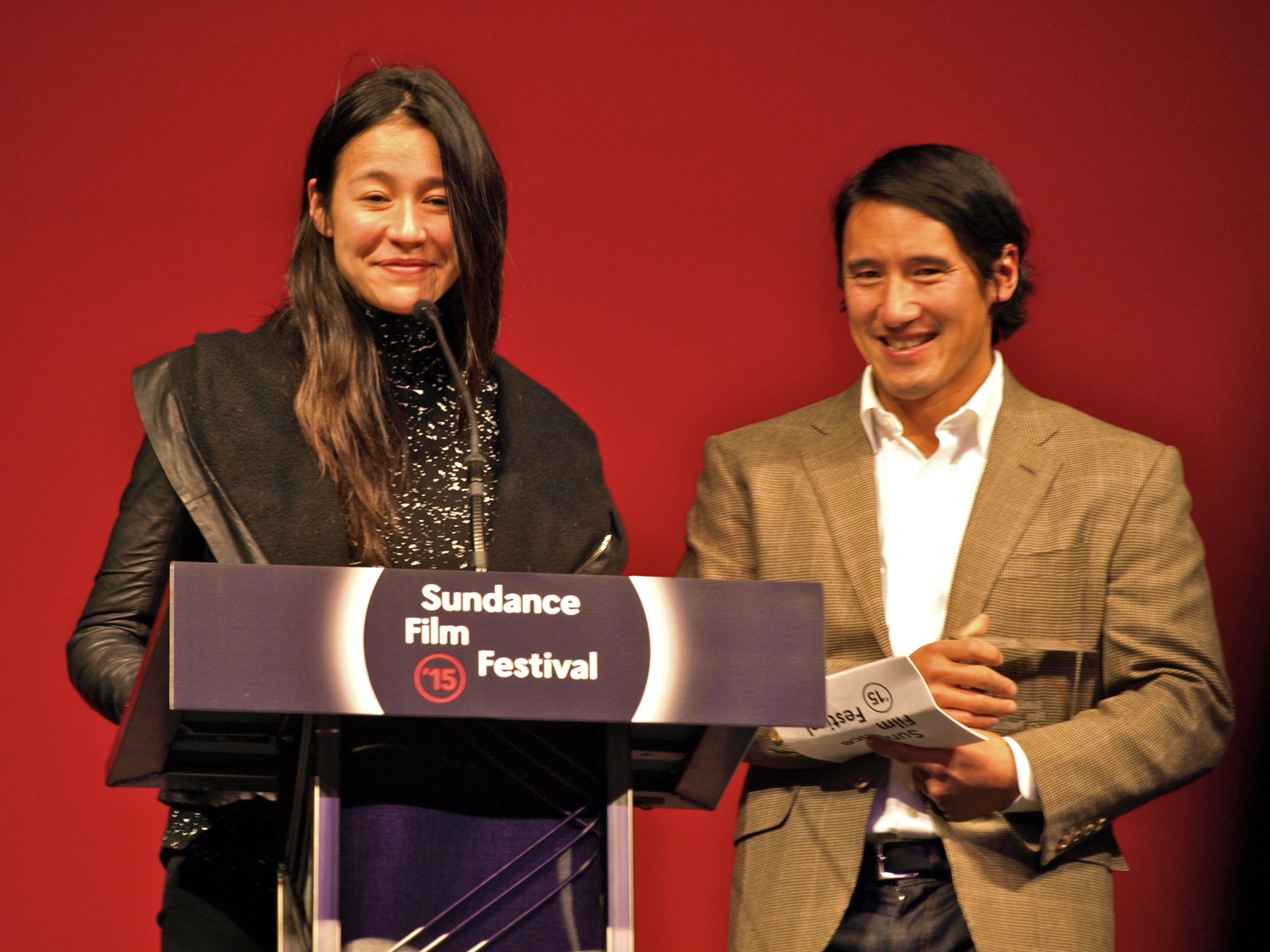
Filmens regissörer Elizabeth Chai Vasarhelyi och Jimmy Chin.

Filmen dokumenterar även sin egen produktionsprocess, där regissören Jimmy Chin och hans kamerabesättning (alla erfarna klättrare) diskuterar utmaningen i att inte utsätta klättraren Alex Honnold för fara genom att distrahera honom eller pressa honom till att ens försöka klättra. Enligt regissören Elizabeth Chai Vasarhelyi löstes detta med mycket träning. För att kunna spela in ljud från Honnold, som ofta var för långt ifrån kamerorna för att kunna använda en trådlös mikrofon, gjordes en särskild inspelningsenhet som Honnold bar i sin kritpåse.
Filmen gjordes av National Geographic Partners, som vid filmens släpp ägdes till majoriteten av 21st Century Fox, med resterande del ägd av National Geographic Society.

## Mottagande

### Intäkter
Free Solo tjänade in 17,5 miljoner dollar i USA och Kanada, och tjänade in 4,3 miljoner dollar i andra världsdelar, totalt 21,8 miljoner dollar.
Filmen tjänade in 300 804 dollar från fyra biografer under sin första vecka och passerade därmed Eighth Grade och En obekväm sanning som högsta per biogenomsnitt för 2018 och även det högsta per biogenomsnitt för en dokumentärfilm. Under sin andra vecka ökade det till 41 biografer och filmen tjänade in 562 786 dollar. Under sin tredje vecka tjänade filmen in 859 051 dollar från 129 biografer och under sin fjärde vecka tjänade filmen in 1 miljon dollar från 251 biografer. Under sin femte vecka tjänade filmen in 1,06 miljoner dollar från 394 biografer, vilket gjorde att filmen hade tjänat in totalt 5 miljoner dollar.

### Kritisk respons
På Rotten Tomatoes har filmen ett betyg på 99 procent baserat på 135 recensioner, med ett genomsnittligt betyg på 8,21/10. 
På Metacritic har filmen ett genomsnittligt betyg på 83 av 100, baserat på recensioner från 25 kritiker.
Flera svenska tidningar recenserade även filmen, bland annat Svenska Dagbladet, som gav filmen 3 av 6 i betyg.

## Utmärkelser
| Utmärkelse                          | Datum             | Kategori                                                       | Vinnare och nominerade                                             | Resultat  | Referenser |
| ----------------------------------- | ----------------- | -------------------------------------------------------------- | ------------------------------------------------------------------ | --------- | ---------- |
| Toronto International Film Festival | 16 september 2018 | People's Choice Documentary                                    | Free Solo                                                          | Vann      | [ 3 ]      |
| Critics' Choice Documentary Awards  | 10 november 2018  | Best Documentary                                               | Free Solo                                                          | Nominerad | [ 17 ]     |
| Critics' Choice Documentary Awards  | 10 november 2018  | Best Director                                                  | Jimmy Chin och Elizabeth Chai Vasarhelyi                           | Nominerad | [ 17 ]     |
| Critics' Choice Documentary Awards  | 10 november 2018  | Best Sports Documentary                                        | Free Solo                                                          | Vann      | [ 17 ]     |
| Critics' Choice Documentary Awards  | 10 november 2018  | Most Compelling Living Subject of a Documentary                | Alex Honnold                                                       | Vann      | [ 17 ]     |
| Critics' Choice Documentary Awards  | 10 november 2018  | Most Innovative Documentary                                    | Free Solo                                                          | Vann      | [ 17 ]     |
| Critics' Choice Documentary Awards  | 10 november 2018  | Best Cinematography                                            | Jimmy Chin, Clair Popkin och Mikey Schaefer                        | Vann      | [ 17 ]     |
| Critics' Choice Documentary Awards  | 10 november 2018  | Best Editing                                                   | Bob Eisenhardt                                                     | Nominerad | [ 17 ]     |
| Hollywood Music in Media Awards     | 14 november 2018  | Original Score – Documentary                                   | Marco Beltrami                                                     | Nominerad | [ 18 ]     |
| Hollywood Music in Media Awards     | 14 november 2018  | Original Song – Documentary                                    | Tim McGraw och Lori McKenna                                        | Nominerad | [ 18 ]     |
| IDA Documentary Awards              | 8 december 2018   | Best Feature                                                   | Free Solo                                                          | Nominerad | [ 19 ]     |
| IDA Documentary Awards              | 8 december 2018   | Best Cinematography                                            | Jimmy Chin, Clair Popkin och Mikey Schaefer                        | Nominerad | [ 19 ]     |
| National Board of Review            | 8 januari 2019    | Top 5 Documentaries                                            | Free Solo                                                          | Vann      | [ 20 ]     |
| Cinema Eye Honors                   | 10 januari 2019   | Audience Choice Prize                                          | Free Solo                                                          | Vann      | [ 21 ]     |
| Cinema Eye Honors                   | 10 januari 2019   | Outstanding Achievement in Cinematography                      | Jimmy Chin, Clair Popkin och Mikey Schaefer                        | Vann      | [ 21 ]     |
| Cinema Eye Honors                   | 10 januari 2019   | Outstanding Achievement in Original Music Score                | Marco Beltrami                                                     | Nominerad | [ 21 ]     |
| Cinema Eye Honors                   | 10 januari 2019   | Outstanding Achievement in Production                          | Free Solo                                                          | Vann      | [ 21 ]     |
| Producers Guild of America Awards   | 19 januari 2019   | Outstanding Producer of Documentary Theatrical Motion Pictures | Elizabeth Chai Vasarhelyi, Jimmy Chin, Evan Hayes och Shannon Dill | Nominerad | [ 22 ]     |
| Directors Guild of America Awards   | 2 februari 2019   | Outstanding Directorial Achievement in Documentaries           | Elizabeth Chai Vasarhelyi och Jimmy Chin                           | Nominerad | [ 23 ]     |
| British Academy Film Awards         | 10 februari 2019  | Bästa dokumentär                                               | Elizabeth Chai Vasarhelyi, Jimmy Chin, Shannon Dill och Evan Hayes | Vann      | [ 24 ]     |
| Satellite Awards                    | 17 februari 2019  | Best Documentary Film                                          | Free Solo                                                          | Nominerad | [ 25 ]     |
| Oscar                               | 24 februari 2019  | Bästa dokumentär                                               | Elizabeth Chai Vasarhelyi, Jimmy Chin, Evan Hayes och Shannon Dill | Vann      | [ 26 ]     |